# Rogier van der Weyden
Rogier van der Weyden là một họa sĩ thời kỳ đầu Hà Lan.
Karel van Mander viết rằng sự đóng góp nghệ thuật lớn của Rogier van der Weyden nằm trong ý tưởng của ông, cách phản ánh tâm hồn qua nỗi đau, hạnh phúc hay sự tức giận vào tác phẩm của mình.
Do tài liệu bị thất lạc năm 1695 và một lần nữa vào năm 1940, có rất ít tư liệu về cuộc đời van der Weyden. Rogelet de le Pasture sinh ra ở Tournai (ngày nay là Bỉ) vào năm 1399 hoặc 1400. Cha mẹ ông là Henri de le Pasture và Agnes de Watrélos. Ông kết hôn vào khoảng năm 1426, Elisabeth Goffaert, và đã làm họa sĩ ở thành phố Brussels vào năm 1436, và thay đổi tên của mình từ tiếng Pháp sang Hà Lan, trở thành 'van der Weyden'. Gia đình Pasture đã định cư trước ở thành phố Tournai nơi cha Rogier đã làm "Maître-coutelier" (người sản xuất dao).